# Kreide-Paläogen-Grenze
Die Kreide-Paläogen-Grenze, auch K-P-Grenze, früher Kreide-Tertiär-Grenze, auch K/T-Grenze genannt, ist der Zeitpunkt eines geologischen Ereignisses vor 66 Mio. Jahren, das den Übergang von der Kreidezeit zum Paläogen (bis 2000 „Tertiär“) definiert. Die Kreide-Paläogen-Grenze markiert den Beginn eines der fünf größten Massenaussterben des Phanerozoikums, das insbesondere die Ära der Dinosaurier beendete. Dieser geologische Kardinalpunkt bildet auch den Übergang zwischen dem Erdmittelalter (Mesozoikum) und der Erdneuzeit (Känozoikum).
Es handelt sich dabei jedoch nicht um einen festen Zeitpunkt im herkömmlichen Sinn. Die geologische und biologische Umwälzung setzt sich aus verschiedenen Umweltveränderungen zusammen, die in gestaffelter zeitlicher Abfolge auftraten und Zeiträume von wenigen Tagen bis zu mehreren Hunderttausend Jahren umfassten. Durch den Einschlag eines oder mehrerer Asteroiden, gekoppelt mit stark erhöhten vulkanischen Aktivitäten, ereignete sich ein gravierender Faunen- und Florenwechsel. Geologische Merkmale der Kreide-Paläogen-Grenze sind eine Iridium-Anomalie, die auf einen großen Asteroideneinschlag hindeutet, sowie umfangreiche Mengen an Asche und Gesteinskügelchen, die unter extremer Hitze entstanden sein müssen. Dass diese Ereignisse mit dem globalen Aussterben unmittelbar zusammenhängen, gilt gegenwärtig als sehr wahrscheinlich.
Die International Commission on Stratigraphy (ICS) hat die bisherige Bezeichnung „Tertiär“ im Jahr 2000 durch „Paläogen“ und „Neogen“ ersetzt, der Begriff Kreide-Paläogen-Grenze (englisch: Cretaceous-Paleogene boundary oder K-Pg boundary) ist in der deutschen und internationalen Fachliteratur inzwischen allgemein gebräuchlich.

## Indizien für Asteroideneinschläge

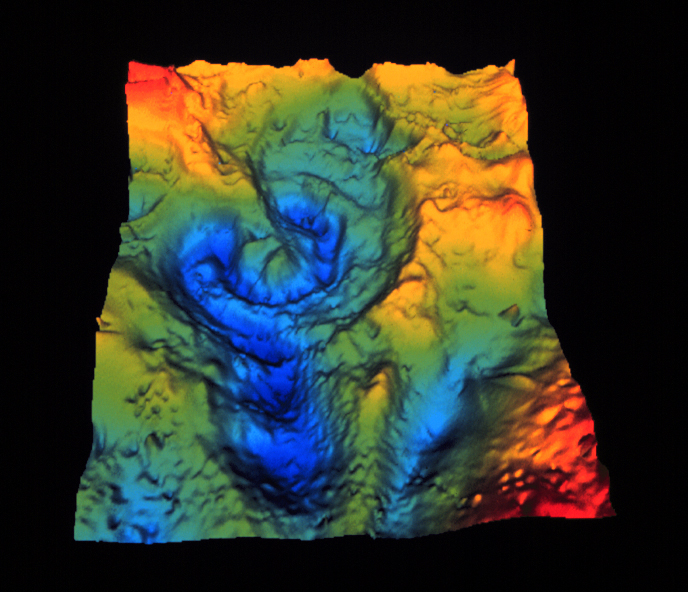
Computererstellte Karte des Chicxulub-Kraters anhand der Schwereanomalien

Ein wesentliches Indiz für die Hypothese eines oder mehrerer Einschläge ist der ungewöhnlich hohe Iridium-Gehalt vieler Gesteine nahe der Kreide-Paläogen-Grenze (Iridium-Anomalie). Da die Erdkruste im Vergleich zu Steinmeteoriten arm an Iridium ist, vermutet man, dass sich in diesen Schichten das zu feinem Staub kondensierte Material des beim Einschlag verdampften Asteroiden wiederfindet.
Zusätzliche Unterstützung erhält die Hypothese eines Asteroideneinschlags durch eine Anomalie der Chrom-Isotopenverteilung in derselben Schicht, in der auch die Iridium-Anomalie auftritt. Die Chrom-Isotopenverteilung ist auf der Erde normalerweise homogen. Während bei der Iridiumanomalie noch angeführt wurde, dass auch vulkanische Aktivitäten eine Iridiumanreicherung bewirken könnten, ist die Isotopenanomalie bei Chrom nur durch Beimischung von extraterrestrischem Material zu erklären.
Weitere mineralogische Spuren des Einschlages bestehen aus Ergebnissen der Druckwelle und der hohen Temperaturen, wie veränderte („geschockte“) Quarzstrukturen (Planare Deformationselemente, PDFs), Stishovite, Zirkone, Diamantkristalle und Glaskugeln (Mikrotektite).
Diese Strukturen kommen weltweit vor und nehmen quantitativ proportional mit der Entfernung vom Krater ab.
Ein möglicher Kandidat für den Einschlagskörper ist ein Asteroid mit einer ähnlichen Zusammensetzung wie kohlige Chondriten; letztere besitzen die gleiche Chrom-Isotopenverteilung wie die K-P-Grenzschicht. Da ein Komet vermutlich aus Eis und Staubteilchen besteht, deren Zusammensetzung den kohligen Chondriten ähnelt, ist auch ein Komet als eventueller Einschlagkörper nicht auszuschließen.

## Geschichte der Impakt-Hypothese

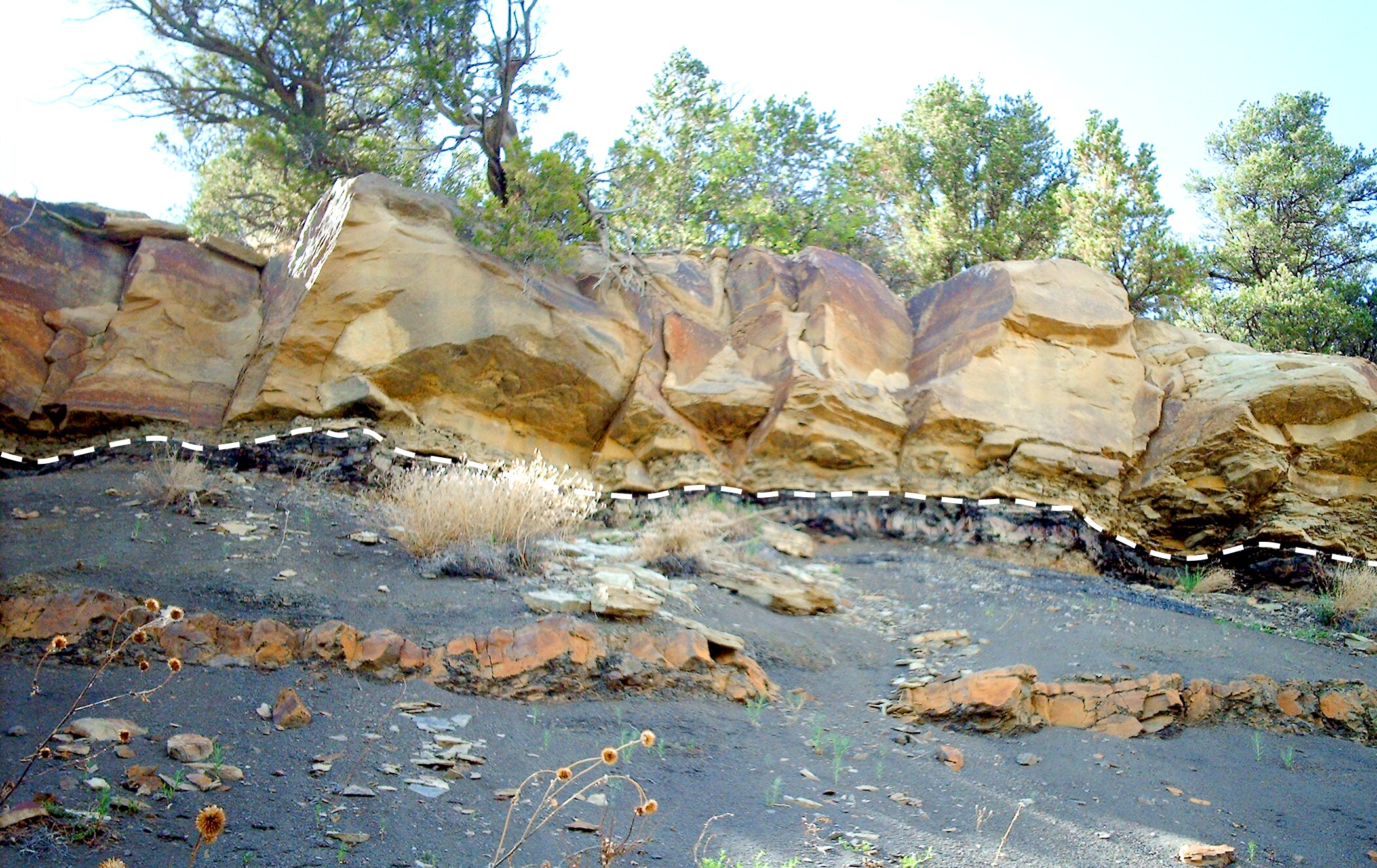
Ein Aufschluss im Trinidad Lake State Park, US-Bundesstaat Colorado. Die gestrichelte Linie verläuft entlang der K-P-Grenze.

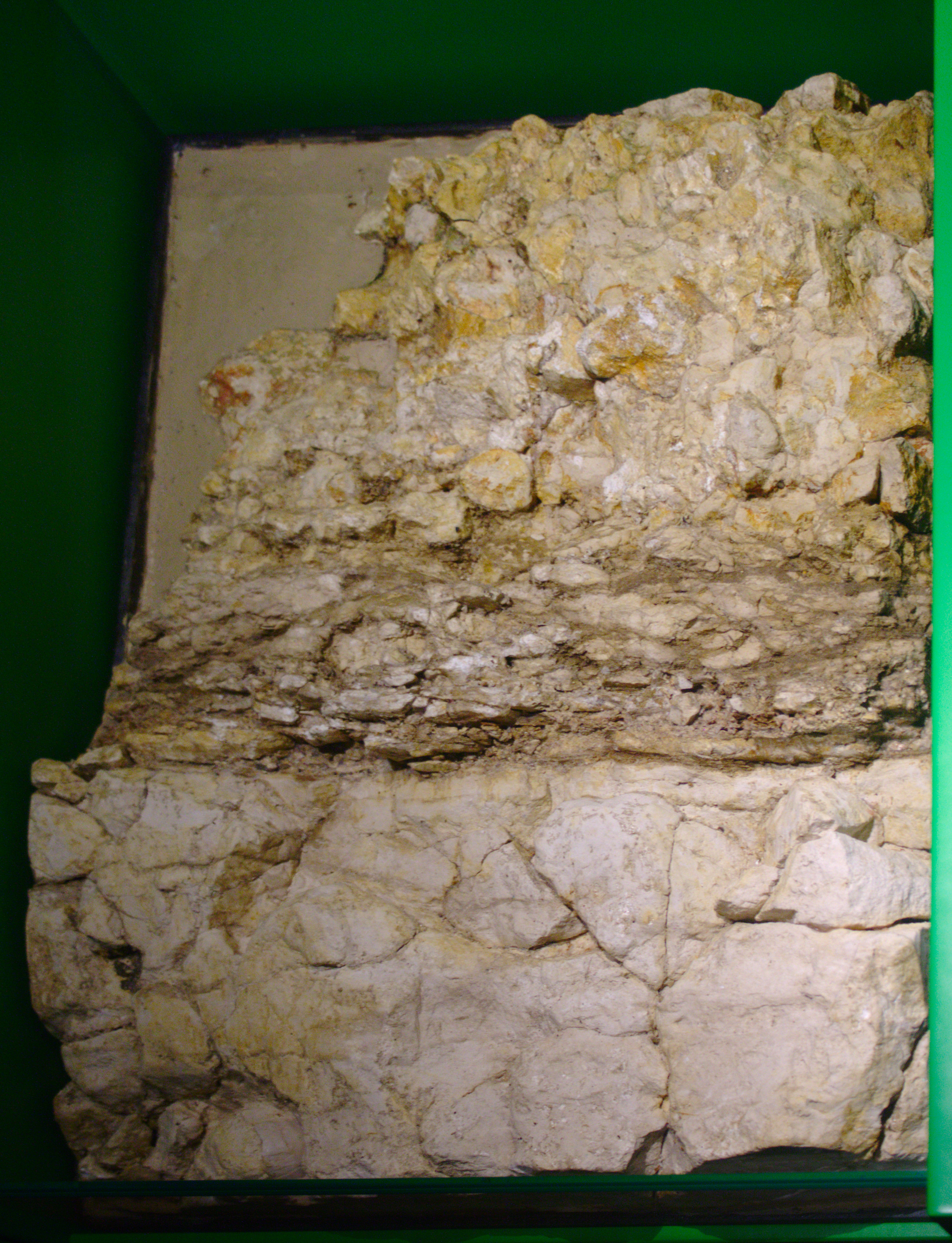
Präparat einer Schichtenfolge, in der die K-P-Grenze enthalten ist, im Naturhistorischen Museum Maastricht

Im Juni 1980 publizierte das Forschungsteam um den Physiker und Nobelpreisträger Luis Walter Alvarez und dessen Sohn, den Geologen Walter Alvarez, die Entdeckung einer Iridium-Anomalie an der Kreide-Paläogen-Grenze. Die sich daraus ergebende Annahme eines großen Asteroideneinschlags, der zum Aussterben u. a. der Dinosaurier führte, war der Beginn einer langen Diskussion über das Für und Wider der von Vater und Sohn Alvarez vorgelegten Hypothese.
Auf der Suche nach der möglichen Einschlagstelle des Impaktors fand man 1991 auf der mexikanischen Halbinsel Yucatán einen von jüngeren Sedimenten bedeckten, 180 km großen Krater unterhalb der Ortschaft Chicxulub Puerto. Damit war die Wissenschaftskontroverse um den Chicxulub-Einschlag jedoch nicht beendet. Auch wenn der Krater hinsichtlich Alter und Größe in das Schema der Kreide-Paläogen-Krise zu passen schien, wurden mehrere Gegenhypothesen vorgebracht, darunter jene, dass nicht der Impakt, sondern der magmatische Ausbruch des indischen Dekkan-Trapps das Massenaussterben an der Kreide-Paläogen-Grenze forciert hatte. Außerdem schienen Sedimentuntersuchungen im Rahmen eines Tiefbohrungsprogramms mit dem Forschungsschiff Saipem 10000 darauf hinzuweisen, dass der Chicxulub-Krater schon 300.000 Jahre vor der eigentlichen K-P-Grenzschicht entstanden war.
Die „Rückdatierung“ des Impakts stieß auf Kritik und gilt in Anbetracht der jüngsten Forschungsergebnisse wieder als unwahrscheinlich. Die Anwendung moderner Datierungsmethoden und Analysetechniken mit sehr geringen Toleranzbereichen führte zu dem Resultat, dass das Impaktereignis und die K-P-Grenzschicht zeitlich präzise übereinstimmen. Auch der dem Einschlag folgende Impaktwinter gilt inzwischen als faktisch gesichert. In der Wissenschaft herrschte bis vor kurzem die Auffassung, dass am Ende der Kreide die Biodiversität und die Stabilität der Ökosysteme im Schwinden begriffen waren. Neue Studien liefern vermehrt Hinweise, dass die ökologische Situation im späten Maastrichtium trotz einer möglichen Umweltbelastung durch vulkanische Ausgasungen gefestigter war als lange Zeit angenommen. Somit blieb es dem Chicxulub-Einschlag vorbehalten, den Schlusspunkt für die mesozoische Faunenwelt zu setzen.

## Szenario
Das derzeit wahrscheinlichste Szenario geht davon aus, dass vor 66,040 Millionen Jahren (± 0,032 Millionen Jahre) ein etwa 14 km großer Asteroid mit einer Geschwindigkeit um 20 km/s (= 72 000 km/h) im Gebiet des heutigen Golfes von Mexiko in einem tropischen Flachmeer einschlug, wobei der mutmaßliche Aufprallwinkel von etwa 45 bis 60 Grad im Hinblick auf die eintretenden Umweltfolgen einem Worst-Case-Szenario entsprach. Der Impaktor verdampfte dabei innerhalb einer Sekunde fast vollständig, schleuderte aber durch die Wucht der Explosion, die wahrscheinlich auf dem gesamten Erdball zu vernehmen war, einige tausend Kubikkilometer Karbonat- und Evaporitgestein über weite Strecken als glühende Ejekta bis in die Stratosphäre, zu einem kleineren Teil weit darüber hinaus. Neben den unmittelbaren Auswirkungen des Einschlags wie Megatsunamis, einer überschallschnellen Druckwelle, Hyperkans sowie Erdbeben im Bereich der Stärke 11 oder 12 traten weltweit Flächenbrände auf, deren Ausdehnung und Dauer noch nicht endgültig geklärt ist. Innerhalb weniger Tage verteilte sich in der gesamten Atmosphäre eine große Menge an Ruß- und Staubwolken, die das Sonnenlicht über Monate hinweg absorbierten und einen globalen Temperatursturz herbeiführten. Zusätzlich könnte laut einer aktuellen, auf Klimamodellen basierenden Studie eine Schicht Schwefelsäure-Aerosole in der oberen Atmosphäre maßgeblich zu einer globalen Dauerfrostperiode über mehrere Jahre beigetragen haben, mit einem Absinken der Oberflächentemperatur um mindestens 26 °C in weiten Teilen der Erde.
Eine im April 2015 von mehreren bekannten Geowissenschaftlern vorgelegte Hypothese geht davon aus, dass aufgrund der Impaktenergie von 3×1023 Joule und der dadurch ausgelösten tektonischen Schockwellen der lange „schwelende“ Dekkan-Trapp im heutigen West-Indien eine erhebliche Zunahme seiner Aktivität verzeichnete. Laut dieser Hypothese ist der kurzfristige Ausstoß von 70 Prozent aller Dekkan-Trapp-Flutbasalte auf den Chicxulub-Einschlag zurückzuführen. Dieses bisher wenig beachtete Szenario wird in der wissenschaftlichen Literatur zunehmend intensiver erörtert.
Nach einer vermutlich mehrere Jahrzehnte dauernden Kältephase („Impaktwinter“) begann eine rasche Erhöhung der mittleren globalen Oberflächentemperatur. Ursache dürfte ein extremer Treibhauseffekt gewesen sein, hervorgerufen durch Milliarden Tonnen Kohlendioxid, die vom Einschlag infolge der Verdampfung mächtiger karbonatischer Meeressedimentabfolgen sowie durch den Dekkan-Trapp-Vulkanismus freigesetzt wurden. Sauerstoffisotopendaten, die aus Fischfossilschutt aus Schichten des Referenzprofils der Kreide-Paläogen-Grenze bei El Kef (Tunesien) gewonnen wurden, zeigen eine globale Erwärmung um 5 °C gegenüber dem Wert vor dem Einschlag, die ca. 100.000 Jahre anhielt. Klimamodelle auf Grundlage des Spaltöffnungsindex bei Landpflanzenfossilien zeigen sogar eine Erwärmung um bis zu 7,5 °C.
Von der biologischen Krise, die durch den Einschlag und seine Folgen ausgelöst wurde, waren die ozeanischen und festländischen Ökosysteme gleichermaßen betroffen. 75 Prozent der Arten fielen dem Massenaussterben zum Opfer, darunter nicht nur die Saurier, sondern auch die Ammoniten und Belemniten, fast alle kalkschalenbildenden Foraminiferen sowie in hohem Ausmaß die Vögel.
Auch ein anderes großes Massenaussterben – am Übergang zwischen Erdaltertum (Paläozoikum) und Erdmittelalter (Mesozoikum) – wird hypothetisch auf einen Meteoriteneinschlag zurückgeführt („Perm-Trias-Impakt“). Allerdings sind für diese Grenze in den entsprechenden Gesteinsschichten weder eine signifikant erhöhte Iridiumkonzentration noch Isotopenanomalien belegt.
Im Jahr 2006 wurde anhand von Satellitendaten in der südpolaren Wilkesland-Region eine Schwereanomalie festgestellt. Radarbilder lieferten Hinweise auf die Existenz eines 480 km großen Einschlagkraters tief unter dem antarktischen Eisschild mit einem vermutlichen Alter von 250 Millionen Jahren. Damit wäre der Wilkesland-Krater auf den größten bekannten Impakt der Erdgeschichte zurückzuführen, dessen Zerstörungspotenzial das des Chicxulub-Meteoriten erheblich übertroffen hätte. Ein direkter Nachweis, z. B. durch geologische Analysen vor Ort anhand entsprechender Tiefenbohrungen, konnte noch nicht erbracht werden.

## Mögliche Faktoren für das Massenaussterben
Umfassende Analysen bekannter Massenaussterben führten in letzter Zeit zu einem vertieften Verständnis der Mechanismen und Zusammenhänge dieser Ereignisse. Die Fachliteratur zu diesem Themenbereich hatte sich zwischen 1984 und 2004 annähernd verzehnfacht, unter zunehmender Berücksichtigung interdisziplinärer Forschungen. Daraus resultierte die Erkenntnis, dass Massenaussterben nicht zwangsläufig an langfristige geologische Prozesse gekoppelt sein müssen, sondern häufig einen katastrophischen und zeitlich eng begrenzten Verlauf genommen haben. Zudem spricht eine wachsende Zahl von Belegen für die Annahme, dass viele Massenaussterben der Erdgeschichte mit gravierenden Klimawandel-Ereignissen und deren Folgen verknüpft waren.
Neben einem Einzel-Einschlag wird eine Reihe alternativer Modelle des Kreide-Paläogen-Aussterbens in Betracht gezogen, z. B. eine ganze Serie von Meteoriten- oder Kometeneinschlägen in kurzen Abständen. Gegen diese Annahme spricht allerdings die Abwesenheit entsprechend großer Impaktkrater im fraglichen Zeitraum. Darüber hinaus wird die Möglichkeit eines Verneshots von der Fachwelt mangels einer belastbaren Datenbasis ebenso abgelehnt wie die Existenz eines hypothetisch postulierten Riesenkraters auf dem indischen Subkontinent (Shiva-Impaktstruktur).
Eine wesentliche Rolle während der Übergangsphase von der Kreide zum Paläogen dürfte hingegen neben der raschen Abnahme der Vegetationsbedeckung die erhebliche Versauerung weiter Meeresbereiche gespielt haben. Die durch den Impakt und den Dekkan-Trapp-Vulkanismus freigesetzten Mengen an Schwefeldioxid und verschiedenen Stickoxiden waren erheblich und könnten Schätzungen zufolge im Bereich von 1 bis 2 Billionen Tonnen gelegen haben. Dies führte nicht nur zu einem extrem sauren Regen, sondern auch zur Destabilisierung der ozeanischen Biotope, vor allem bedingt durch zeitweiligen Sauerstoffmangel sowie das rapide Absinken des pH-Werts. Mit der weitgehenden Reduzierung des Nanoplanktons verloren viele davon abhängige Organismen ihre Nahrungsgrundlage, was sich in Form einer Kettenreaktion auf das gesamte marine Ökosystem auswirkte. Somit erreichte das Massenaussterben in den Meeren ähnliche Dimensionen wie auf dem Festland.
Neuere Studien gehen übereinstimmend davon aus, dass die biologische Krise an der Kreide-Paläogen-Grenze ausschließlich durch den Chicxulub-Einschlag verursacht wurde.